# Bongas (Watukumpul)
Bongas is een plaats en bestuurslaag (kelurahan) in het onderdistrict (kecamatan) Watukumpul van het regentschap Pemalang van de provincie Midden-Java, Indonesië. Bongas telt 5.729 inwoners (volkstelling 2010).

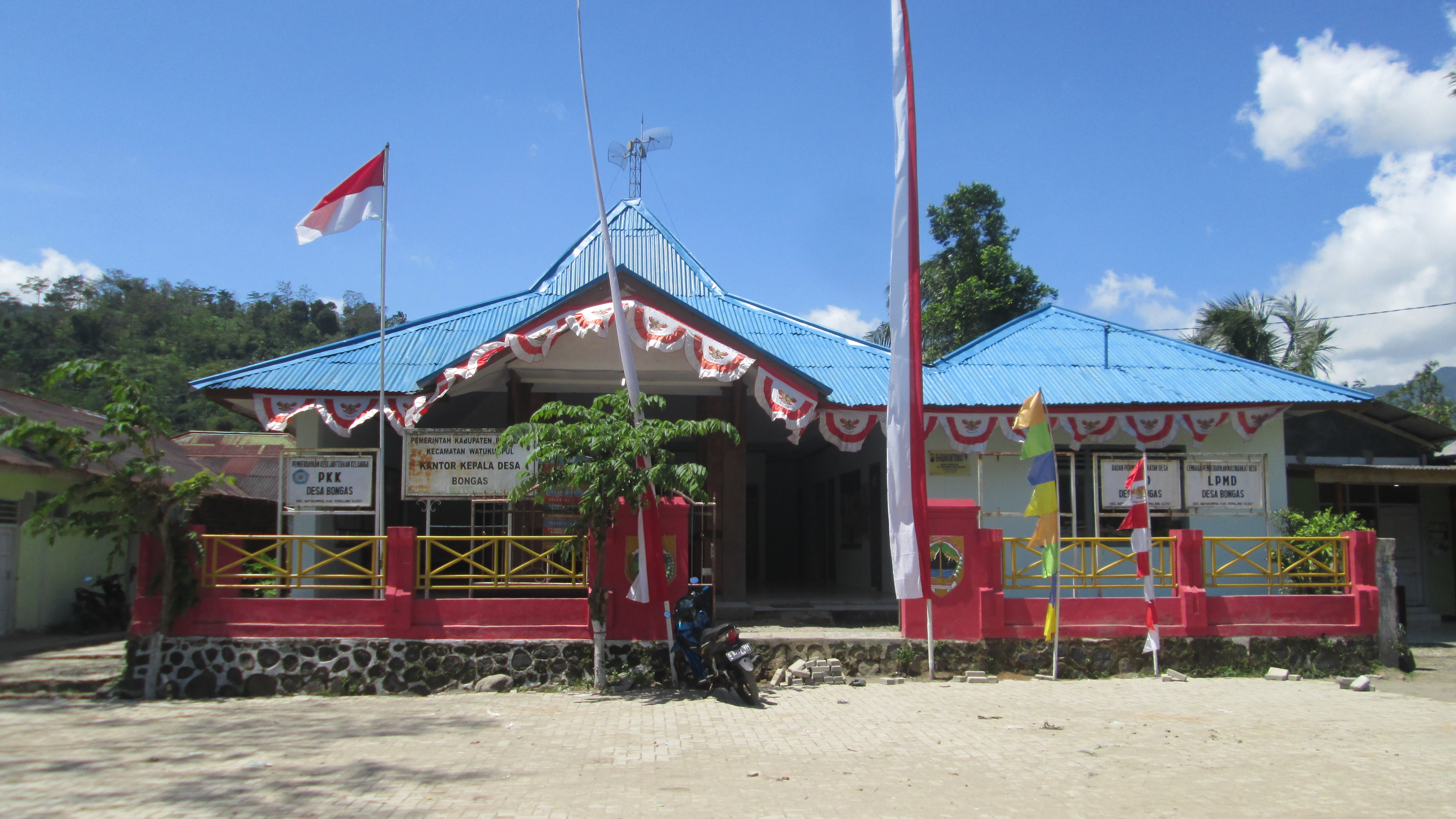
Gemeentelijkkantoor van Bongas, Kecamatan Watukumpul